# Дублёрша (фильм, 2020)
«Дублёрша» (англ. The Stand-In) — американский художественный фильм режиссёра Джейми Бэббита с Дрю Бэрримор в двух главных ролях. Его премьера состоялась 11 декабря 2020 года.

## Сюжет
Кинозвезду Кэнди Блэк заставляют записаться на курсы реабилитации. Она нанимает свою бывшую дублёршу Полу, чтобы та прошла через это вместо неё, однако ситуация быстро выходит из-под контроля: Пола решает окончательно заменить Кэнди, забрав и её работу, и её жениха Стива. После ряда трагикомических происшествий Кэнди удаётся объясниться со Стивом. Вдвоём они начинают тихую и счастливую жизнь, в то время как Пола делает карьеру актрисы под чужим именем.

## В ролях
- Дрю Бэрримор — Кэнди Блэк / Пола
- Майкл Зеген — Стив Грэйди
- Чарли Барнетт — Саймон
- Элли Кемпер — 	Дженна Джонс
- Холланд Тейлор — Барбара Кокс
- Ти Джей Миллер — Луис
- Ричард Кайнд — Уэс

## Создание и оценки
Проект был анонсирован в феврале 2018 года. Съёмки начались в январе 2019 года в Нью-Йорке, позже они проходили в Лексингтоне и в Версале (штат Кентукки). Премьера должна была состояться в апреле 2020 года на фестивале Трайбека, но была отменена из-за пандемии. В прокат фильм вышел 11 декабря 2020 года.
На сайте-агрегаторе рецензий Rotten Tomatoes «Дублёрша» получила рейтинг 30 % и среднюю оценку 4,5 из 10. Критики с этого ресурса назвали работу Дрю Берримор «впечатляющей», но констатировали, что комедийный потенциал фильма остался нереализованным. Рецензент «Киноафиши» увидел в фильме критику «культуры отмены». По мнению обозревателя Vokrug.tv, игра Бэрримор придала незамысловатому сюжету «интимное звучание, честность и трогательность».